# Hardy Fox
Hardy Fox (29 marzo 1945 – 30 ottobre 2018) è stato un musicista statunitense.
È noto soprattutto come co-fondatore della band The Residents, nonché il loro principale compositore. Dal 1982 al 2016 è stato presidente della Cryptic Corporation. Durante i suoi 44 anni con The Residents, e dopo aver lasciato la band nel 2016, ha registrato come artista solista sotto molti nomi, come Charles Bobuck, Combo de Mechanico, Sonido de la Noche, Black Tar e altri. I suoi album solisti più recenti sono stati pubblicati dall'etichetta discografica austriaca Klanggalerie. Era sposato con Steven Kloman.
Il 21 e il 22 settembre 2018 ha annunciato di essere malato al cervello. Il 30 ottobre 2018 è morto di cancro al cervello noto come glioblastoma .

## Biografia

### Primi anni
Hardy Winfred Fox II è nato il 29 marzo 1945 a Longview, Texas . Fox ha sviluppato un interesse per la musica dopo aver ascoltato la collezione di 78 giri Jazz suo nonno. Pare che le sue prime esperienze con la musica cominciarono dal descrivere i suoi incubi a sua madre battendo su un pianoforte e parlando con voci strane. Il padre di Fox divenne missionario e si trasferì con la famiglia nelle Filippine meridionali, dove un giovane Fox conobbe la musica Gamelan, uno stile che avrebbe imitato per tutta la sua carriera. La famiglia è poi tornata in Texas dopo che suo padre "ha perso la fede". All'età di 18 anni, Fox si iscrisse alla Louisiana Tech University, dove divenne compagno di stanza del successivo membro della Cryptic Corporation Homer Flynn. I due legarono gli altri ai loro interessi musicali condivisi e divennero subito amici. Si sono laureati quattro anni dopo con una specializzazione in arte e una in economia.

### Prima dei Residents (1969-1972)
Nel 1969, Fox & Flynn si trasferirono a San Mateo. Quello stesso anno, iniziarono a registrare eseguendo musica strana su un registratore a due tracce di fascia alta che gli era stato regalato da un veterano del Vietnam . All'inizio del 1971, Fox, ora raggiunto da altri collaboratori, inviò in modo anonimo una demo ad Harve Halverstadt della Warner Brothers Records con la speranza di essere firmato dall'etichetta. Hanno ricevuto una lettera di rifiuto indirizzata ai "Residenti", che ha ispirato il gruppo a chiamarsi in questo modo. Nel 1972 Fox, insieme al resto dei "residenti", si trasferì a San Francisco, dove aprirono il loro primo studio di registrazione.  Nello stesso anno fondarono la Ralph Records, e pubblicarono il loro primo EP, Santa Dog, con quattro canzoni dei Residents, che si firmarono sotto vari pseudonimi.

### The Residents (1973-2015)
Non è stato fino al completamento del loro primo album, Meet The Residents nell'ottobre 1973, quando il gruppo ha finalmente deciso il nome The Residents . Secondo le stesse parole di Fox fino ad allora c'era solo un'amicizia tra poche persone a cui piaceva registrare insieme. Il primo LP del gruppo fu ben lungi dall'essere un successo, vendendo solo 40 copie nel suo primo anno di uscita. Nel 1974 Fox iniziò a prendere lezioni su un sistema modulare Moog presso Different Fur Studios, ma scoprì che era troppo tecnico e costoso per lui. Nel 1976, Fox e Flynn, così come i colleghi nativi della Louisiana John Kennedy e Jay Clem hanno formato "The Cryptic Corporation", un'organizzazione destinata a occuparsi del lato commerciale di Ralph Records e dei Residents. La Cryptic Corporation ha acquistato ai Residents il loro primo sintetizzatore, un ARP Odyssey, costò loro 1.200 dollari. Hardy ha usato l'ultima volta l'Odyessy nel 2008 e lo ha inviato al compositore Ego Plum nel giugno del 2018. Non sarebbe stato fino all'uscita del terzo LP del gruppo, Fingerprince, che avrebbero ricevuto l'attenzione del mainstream dopo una recensione favorevole di tutti e tre gli LP del gruppo sulla rivista musicale britannica Sounds. Con il loro successo improvviso e inaspettato, il gruppo si trasferì in un nuovo studio al 444 Grove Street, San Francisco, dove avrebbero registrato fino al 1983, quando John Kennedy, proprietario dello studio, si sarebbe ritirato da presidente della The Cryptic Corporation, prendendo l'edificio anche con lui. Dopo il ritiro di Kennedy, Fox è diventato presidente di The Cryptic Corporation, ruolo che avrebbe mantenuto fino al 2016.

### Da Mr. Skull alle prime opere da solista (1985-2002)
Nel dicembre 1985, mentre i Residents erano in concerto per il loro 13th Anniversary Tour, la maschera da bulbo oculare di Fox (tutti i membri del gruppo la utilizzarono a partire dalla pubblicazione del loro album del 1979 Eskimo), era stata rubata dal backstage. Il gruppo ha deciso di utilizzare una maschera da teschio che avevano precedentemente usato come supporto per il loro video musicale del Third Reich 'n Roll in sostituzione. Per questo motivo, il gruppo ha iniziato a riferirsi internamente a Fox come "Dead Eye Dick" e, più tardi, come Mr. Skull. Questo è stato il primo di molti pseudonimi che Fox avrebbe intrapreso per la sua musica, il secondo è Max Steinway, accreditato come pianista e produttore nell'EP Pollex Christi dei The Residents del 1997. Dal 1999 al 2013, Fox ha registrato almeno 3 lavori da solista accreditati a The Residents, In Between Screams (1999), Dog Tag (2009) e Halloween (2013), tutti successivamente accreditati a Charles Bobuck quando pubblicati sulla sua pagina del bandcamp.
Durante il tour "Icky Flix" del 2001, Fox iniziò a registrare un EP da solista, intitolato High Horse, ispirato a un trip da acidi che aveva fatto 31 anni prima. L'EP fu pubblicato con il nome di Combo de Mecanico e sarebbe diventato il primo rilascio della Fox al di fuori di The Residents. Nel 2002, Fox ha registrato il suo primo album da solista, una suite di 30 minuti intitolata Maxine, che sarebbe stata rilasciata con il nome di Charles Bobuck nel 2012. Nel 2002, Fox chiese a Eric Drew Feldman di prendere temporaneamente il suo posto come tastierista nel tour Demons Dance Alone.

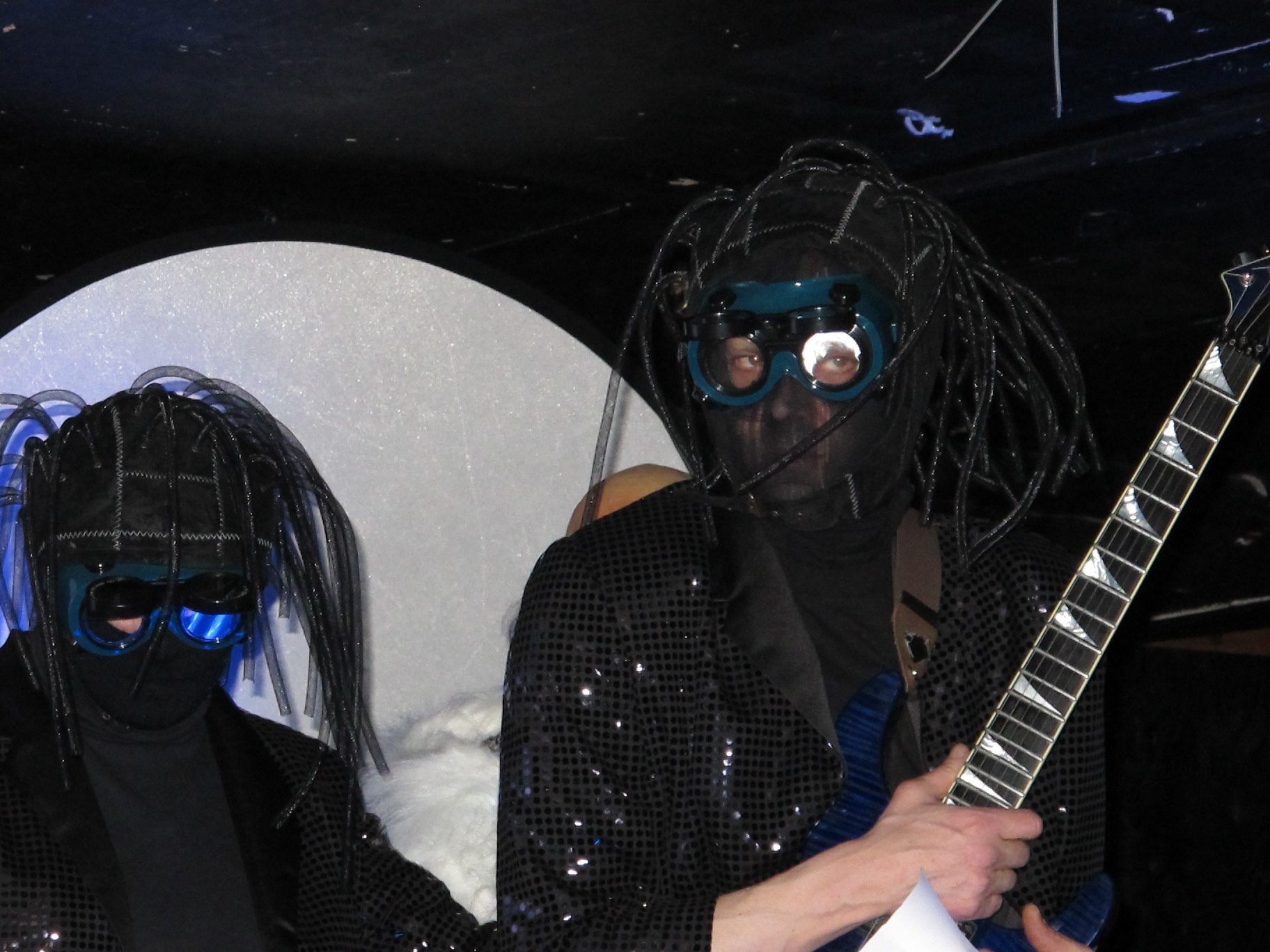
Hardy Fox nel ruolo di Chuck (a sinistra) Bob (a destra), 2010

### Charles Bobuck (2010-2016)

#### Talking Light (2010-2012)
Per il tour Talking Light del 2010, i Residenti hanno assunto ciascuno pseudonimi unici, il cantante come Randy Rose, il chitarrista come Bob e Hardy, come Charles "Chuck" Bobuck. Queste nuove identità hanno permesso ai Residents di perseguire lavori da solista in un modo inedito, con Rose che intraprendeva una mostra personale e Hardy e Bob che formavano una nuova band, i "Sonidos de la Noche" in sua assenza. Sonidos de la Noche ha pubblicato un album, Coochie Brake nel 2011, cantando interamente in spagnolo. Un anno dopo, Hardy, sotto il nome di Bobuck, pubblicò il suo primo album da solista, GOD-O: Music for a Gallery Opening attraverso il negozio digitale di The Residents. Nel corso del 2012, Bobuck ha pubblicato cinque album da solista, GOD-O, CB Suite (una raccolta di outtakes da Coochie Brake), Codgers On The Moon, Maxine (registrato nel 2002) e Lying Horse Rock. In aggiunta a Codgers, Fox ha pubblicato un sito web con lo stesso nome. Il sito web fungeva da una sorta di memoriale di 18 pagine, fornendo informazioni su "Bobuck" che erano state precedentemente tenute segrete, come i dettagli della sua giovinezza e dell'attrezzatura. Hardy avrebbe continuato a creare nuovi siti web per le sue principali pubblicazioni, ognuno dei quali fungeva sia da contesto per l'album che da aggiunte al suo libro di memorie.

#### The Wonder of Weird (2013)
Il tour Wonder of Weird del 2013 ha visto i Residents assumere ancora una volta i personaggi di Randy, Chuck e Bob. lo spettacolo approfondirà le menti dei personaggi, in particolare quella di Randy, rivelando la sua dipendenza dal sesso. A metà dello spettacolo, Randy avrebbe detto al pubblico che Chuck viveva in un allevamento di polli con suo marito. Un fatto vero sia per il personaggio di Bobuck, sia per Fox. Verso la fine del tour, Fox iniziò a soffrire di artrite e scoprì che nemmeno la chirurgia stava aiutando, e così decise che il prossimo tour sarebbe stato l'ultimo. Nel 2013 ha pubblicato un album, Life Is My Only Sunshine.

#### Shadowland (2014-2015)
Il tour Shadowland è iniziato il 2 maggio 2014, era inteso come un Mini-Tour della durata di sette date. Fox voleva che lo spettacolo rappresentasse la morte di Randy, Chuck e Bob e la rinascita di The Residents, mostrando la loro nuova drastica direzione del suono. Tuttavia, progettare un nuovo suono così drasticamente nuovo si è rivelato troppo impegnativo per Fox, e quindi ha creato lo spettacolo basato sul passato di The Residents. Il gruppo desiderava anche registrare un nuovo album subito dopo la conclusione del Mini-Tour, che però è stato scartato a favore di una seconda tappa. Fox si è ritirato da The Residents al termine della seconda tappa, ed è stato sostituito da Eric Drew Feldman in tutti i tour successivi.

### Ultimi anni (2015-2018)
Dopo l'abbandono di Fox dai Residents e dalla Cryptic Corporation, iniziò a pubblicare una newsletter bimestrale intitolata Hacienda Bridge, con il primo numero pubblicato il 1 ° ottobre 2016. La newsletter sarebbe stata accreditata a Hardy Fox e Charles Bobuck. A partire dal numero del 1 marzo 2017, le newsletter presentavano una novella digitale serializzata intitolata The Stone. Il capitolo finale di The Stone aveva lo scopo di rivelare che Fox e Bobuck erano la stessa persona. A seguito di questa rivelazione, il personaggio di Bobuck è stato ritirato e Fox ha iniziato a lavorare sotto il suo vero nome. Nel 2018, ha pubblicato due album da solista, un mini album e un EP prima di ritirarsi completamente. A settembre gli è stato diagnosticato un glioblastoma e ha annunciato la sua malattia aggiungendo le date di morte presunte al suo sito web. Morì il 30 ottobre 2018 all'età di 73 anni. Nel 2020 è stato pubblicato, postumo l'album Killing Time.

## Vita privata
La prima moglie di Fox, Nessie Lessons, è apparsa spesso nelle registrazioni dei Residents dal 1980 al 1983. Divorziarono intorno al 1983, quando Hardy accettò finalmente la sua omosessualità. Hardy ha sposato Steven Kloman (suo compagno dagli anni ‘80) nel 2008. Aveva due sorelle, Diane Pasel e Linda Perez.

## Discografia

### Con i Residents
Hardy Fox si è esibito nelle registrazioni dei Residents da Santa Dog del 1972 a Shadow Stories del 2015 con la sua scrittura finale per il gruppo che è apparsa in The Ghost of Hope del 2017.

### Da solista

#### Come Hardy Fox

##### Album in studio
- Hardy Fox (2018)
- Rilla Contemplates Love (2018)
- Killing Time (2020)

##### Mini album ed EP
- Black Tar - 13 Tiny Tunes for Hallow's Eve (2016)
- A Day Hanging Dead Between Heaven And Earth (2018)
- Nachtzug (2018)
- Black Tar and the Cry Babies (2019)

##### Singoli
- Wink (2017)
- Duet (2017)
- Playing the Sun (2018)
- 25 Minus Minute (2019)

#### Come Charles Bobuck

##### Album in studio
- GOD-O: Music For A Gallery Opening (2012)
- CB Suite (2012)
- Codegers (2012)
- Maxine (2012)
- Lying Horse Rock (2012)
- Life Is My Only Sunshine (2013)
- The Highway (2014)
- Roman De La Rose (2014)
- Missing Soldiers - The Favorite Songs Of Clara Barton (2015)
- As A Child I Sold The News (2015)
- What Was Left Of Grandpa (2015)
- The Swords Of Slidell (2016)
- Bobuck Plays The Residents (2016)
- Nineteen-Sixty-Seven (2017)

##### Mini album ed EP
- Lying Horse Rock (2011)
- Black Tar - 13 Tiny Tunes for Hallow's Eve (2016)
- Later Tonight (2016)
- Clank Clank Clank (2017)

### Come ospite

#### Come Hardy Fox
- The Delta Nudes - Greatest Hiss (1973, uscito nel 2013)
- KU01 - Ralph Radio Special (1981) [Intervistato]
- The Residents - Terzo Reich 'n Roll Hardback Book (2005) [Fotografia]
- The Theory Of Obscurity - A Film About The Resents (2016) [Editorial Consultant]
- Charles Bobuck - The Swords Of Slidell (2016) [Narratore]
- Charles Bobuck - Later Tonight (2016) [Produttore esecutivo]
- Charles Bobuck - Plays The Residents (2016) [Produttore esecutivo]
- Charles Bobuck - Thanksgiving In Bed (2016) [Illustrazione]
- Charles Bobuck - Nineteen-Sixty-Seven (2016) [Produzione, arrangiamento e performance]

#### Come Charles Bobuck
- The Delta Nudes - Greatest Hiss (1973, 2013)
- The Residents Presents The Delta Nudes (1973, 2016)
- The Residents - Triple Dub-Ya: The Way We Were Melbourne (2005, 2012) [Remix, Editing]
- The Residents - Lonely Teenager (2011)
- Sonidos De La Noche - Coochie Brake (2011) [Tastiere]
- The Residents - The Rivers of Hades (2011) [Produttore]
- Th * R * sidents - D * ck S * ab 35th Anniversary (2012) [Illustraion]
- The Residents - Bad Day On The Midway (Music From The Game Reconsidered) (2012) [Contraption]
- The Residents - Mush-Room (2013) [Contraption]
- The Residents - Radio Thoreau Download Series (2013-2014) [Fix]
- The Residents - The Wonder of Weird (2014)

#### Sotto altri pseudonimi
- The Residents - Pollex Christi EP (1997) [come Max Steinway]
- Combo de Mecanico - High Horses EP (2001)
- The Residents - Commercial Album DVD (2004) [come Sami Selmo]
- The Residents - The Rivers Of Hades (2011) [come Sammi Selmo]
- Sonidos De La Noche - Coochie Brake (2011) [come Sammi Selmo]
- Charles Bobuck - Lying Horse Rock (2012) [come Sammi Selmo]
- Charles Bobuck - GOD O: Music For A Gallery Opening (2012) [Sammi Selmo]
- Charles Bobuck - Maxine (2012) [Sammi Selmo]

## Scritti

### Come Charles Bobuck
- (2016) THIS

### Come Hardy Fox
- (2017) The Swords of Slidell
- (2017) Wallpaper
- (2017) The Stone